# Valeriana cephalantha
Valeriana cephalantha är en kaprifolväxtart som beskrevs av Diederich Franz Leonhard von Schlechtendal. Valeriana cephalantha ingår i släktet vänderötter, och familjen kaprifolväxter. Inga underarter finns listade i Catalogue of Life.